# 周振勤
周振勤是元朗新圍村的一名原居民，現為新圍村其中一名村代表。曾因為被迫遷及受鄉事勢力打壓，在2011年代表朱凱廸所屬的土地正義聯盟出戰區議會選舉，以776票落敗予文光明。
周振勤由2015年起蟬過別枝，活躍於何君堯牽頭成立的激進建制派新界關注大聯盟，並任委員；2017年起擔任該團體的第二副主席。